# Ryōji Isaoka
Ryōji Isaoka (jap. 砂岡 良治 Isaoka Ryōji; ur. 18 lutego 1962 w Ōhirze) – japoński sztangista. Brązowy medalista olimpijski z Los Angeles (1984).
Zawody w 1984 były jego pierwszymi igrzyskami olimpijskimi. Zajął, pod nieobecność sportowców z części krajów Bloku Wschodniego, trzecie miejsce w wadze do 82,5 kilograma. Ryōji Isaoka wywalczył jednocześnie medal mistrzostw świata.  Na igrzyskach azjatyckich zdobył złoto w 1982 i 1986, brąz w 1990. Brał udział w igrzyskach olimpijskich w 1988 (szóste miejsce) i 1992.